# Riverboat Coffee House
Riverboat Coffee House — канадское кафе, располагавшееся по адресу 134 Yorkville Avenue в районе Йорквилл в Торонто, Онтарио, Канада. Кафе сыграло важную роль в истории фолк-рок музыки и авторов-исполнителей, прославилось благодаря выступлениям известных музыкантов, и считается «самой известной кофейней в Канаде». Открылось в октябре 1964 года и работало до 25 июня 1978 года.

## История
Кофейня Riverboat принадлежала Берни и Патриции (известной как художница Sola) Фидлер. Расположенный в подвале, её интерьер был создан в виде интерьера корабля с иллюминаторами и уютными кабинками. Легенда гласит, что американский протестный певец Фил Оукс написал одну из своих самых известных песен, «Changes», на заднем крыльце кафе.

## Известные выступления
Множество канадских артисты, включая Ленни Бро, Джони Митчелл, Нила Янга, Ian & Sylvia, Гордона Лайтфута, Брюса Кокберна и Мюррея Маклафлина, выступали в Riverboat. Здесь также часто выступали многие американские исполнители, такие как Джон Ли Хукер, Джеймс Тейлор, Тим Хардин, Simon & Garfunkel и Фил Оукс.

## Записанные альбомы
Live at the Riverboat 1969 Нила Янга